# Kožušany-Tážaly
Kožušany-Tážaly (en allemand : Koschuschein et Tatzal) est une commune du district et de la région d'Olomouc, en Tchéquie. Sa population s'élevait à 876 habitants en 2023.

## Géographie
Kožušany-Tážaly se trouve à 7 km au sud d'Olomouc, à 80 km à l'ouest-sud-ouest d'Ostrava et à 211 km à l'est-sud-est de Prague.
La commune est limitée par Olomouc au nord et à l'est, par Grygov au sud-est, par Blatec au sud, et par Bystročice à l'ouest.

## Histoire
La première mention écrite de la localité date de 859.

## Galerie

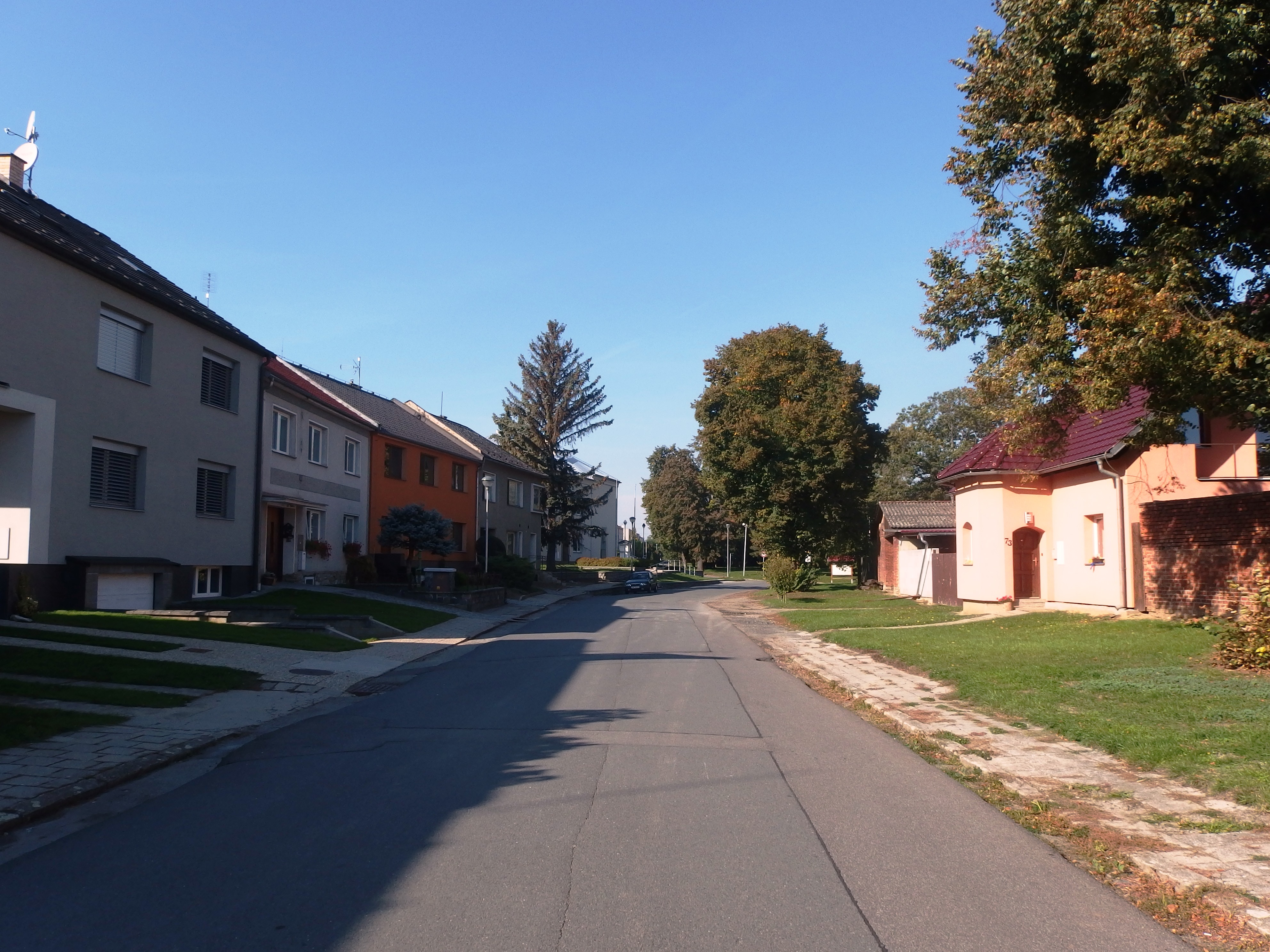
Rue principale.
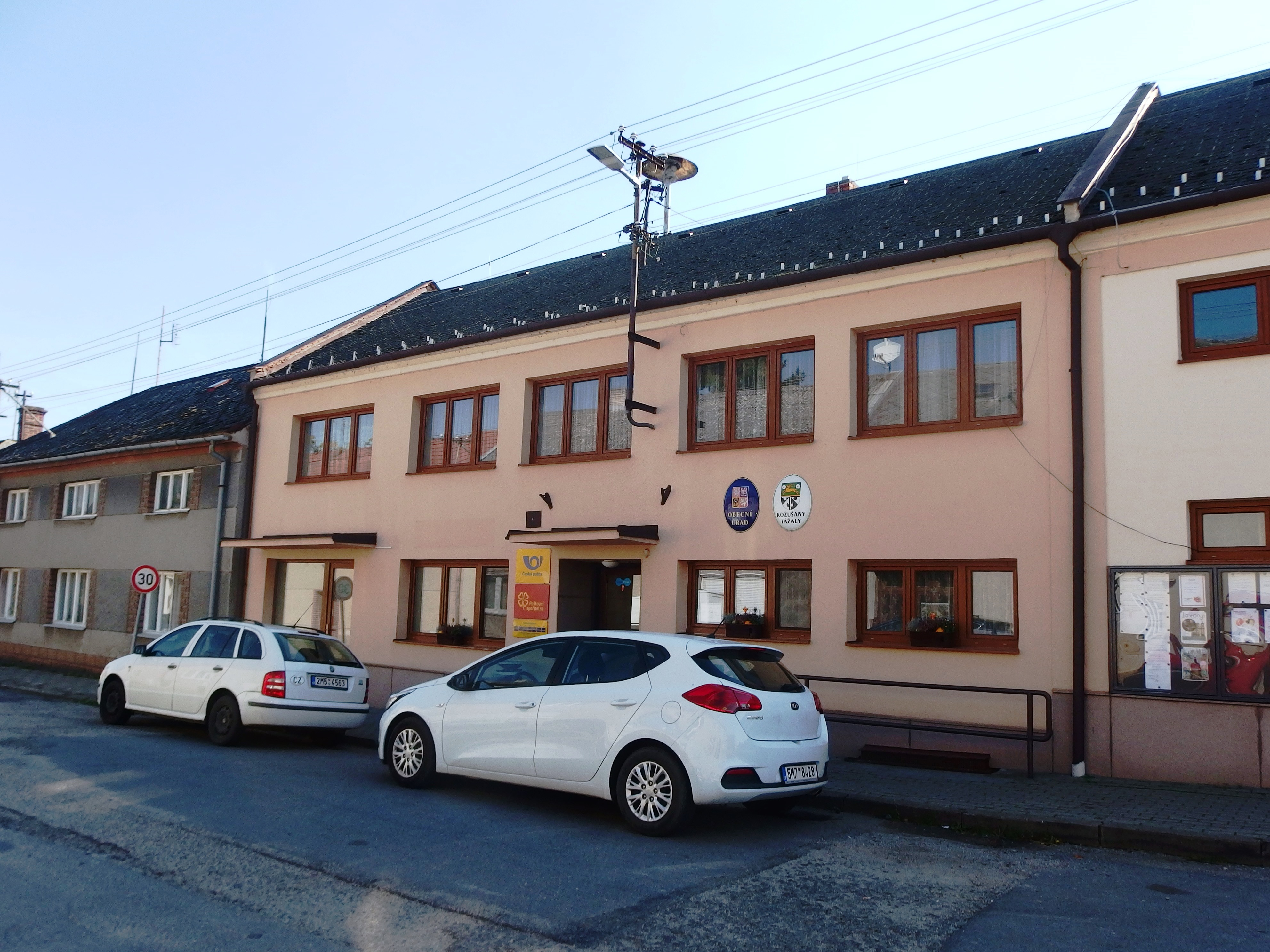
La mairie.

## Transports
Par la route, Kožušany-Tážaly se trouve à 8 km d'Olomouc et à 249 km de Prague.